# Best Buy
Best Buy — американская компания, владеющая крупной сетью магазинов бытовой электроники и сопутствующих товаров. Крупнейший ретейлер потребительской бытовой электроники на рынке США и Канады (около 17 % рынка). Изначально называлась Sound of Music, поменяв название на современное в 1983 году. Компания имеет более тысячи магазинов в США и Канаде.

## История
Компания была основана в 1966 году в Сент-Поле (Миннесота) Ричардом Шульце (Richard M. Schulze). Первоначально компания называлась Sound of Music и продавала комплектующие к аудиосистемам. В начале 1980-х годов компания оставалась небольшой сетью из 8 магазинов. В 1981 году ассортимент был расширен бытовой техникой и видеомагнитофонами. В 1983 году компания сменила название на Best Buy и начала переходить на формат гипермаркетов электроники. К 1987 году количество магазинов утроилось, а выручка выросла с 9,3 млн до 239 млн долларов. Часть средств для роста принесло размещение в 1985 году акций на Нью-Йоркской фондовой бирже. К 1993 году число торговых точек достигло 151, основным конкурентом на рынке розничной торговли электроникой была компания Circuit City.
К 2000 году компания освоила основные рынки США, выручка превысила 10 млрд долларов, а число магазинов — 350. Начался период поглощений, первой покупкой стала сеть из 13 магазинов электроники премиум-класса Magnolia Hi-Fi, Inc.; эта компания была основана в 1954 году и на момент поглощения давала выручку около 100 млн долларов. В следующем году была куплена Musicland Stores Corporation с сетью из 1300 торговых точек и выручкой около 2 млрд долларов, она специализировалась на продаже аудио- и видеоносителей; после 2 лет убытков большинство точек Musicland были закрыты, остальные безвозмездно переданы инвестиционной компании Sun Capital Partners. В ноябре 2001 года была куплена канадская сеть из 88 магазинов электроники Future Shop. В октябре 2002 года подразделение услуги было расширено покупкой компании Geek Squad, которая занималась ремонтом компьютерной техники.
В мае 2006 года за 180 млн долларов была куплена китайская розничная сеть Jiangsu Five Star Appliance. В 2008 году Best Buy стала первой розничной сетью, которая начала продавать продукцию компании Apple. В 2013 году компания ушла с европейского рынка, на котором присутствовала с 2009 года в форме совместного предприятия с британской компанией Carphone Warehouse Group (50-процентная доля была продана партнёру за 500 млн фунтов). В следующем году Best Buy покинула и китайский рынок. В марте 2015 года канадская сеть Future Shop была упразднена, половина из 130 магазинов была переименована в Best Buy, остальные закрыты.

## Деятельность
Розничная сеть компании по состоянию на начало 2023 года насчитывала 1138 магазинов. В США наибольшее количество магазинов в штатах Калифорния (133), Техас (100), Флорида (61), Нью-Йорк (47), Иллинойс (42), Пенсильвания (33), Огайо (32), Северная Каролина (31), Виргиния (31). Зарубежная сеть состоит из 160 магазинов в Канаде, из них 69 в провинции Онтарио. На США приходится более 90 % продаж.
Основные категории товаров:
- Компьютеры и мобильные телефоны — настольные и планшетные компьютеры, ноутбуки, периферийные устройства, мобильные телефоны и аксессуары; 43 % продаж;
- Потребительская электроника — фотоаппараты и видеокамеры, домашние кинотеатры, портативные аудиосистемы; 30 % продаж;
- Бытовая техника — посудомоечные и стиральные машины, холодильники, кухонные плиты и печи; 15 % продаж;
- Развлечения — дроны, игрушки, игровые консоли, программное обеспечение, аудио- и видеоносители; 6 % продаж;
- Услуги — консультации, доставка, установка, ремонт техники; 5 % продаж;
- Другое — еда, напитки, спортивные товары, сумки и др.; 1 % продаж.

В списке крупнейших публичных компаний в мире Forbes Global 2000 за 2022 год Best Buy заняла 562-е место. В списке крупнейших компаний США по размеру выручки Fortune 500 заняла 68-е место.
Компания Apple много лет сотрудничает с Best Buy и в магазинах сети открыто уже более 600 «Apple Shop» — отдельных мини-маркетов существующих по принципу «магазин-в-магазине» с полным ассортиментом продукции Apple и со специальным штатным консультантом, также и в интернет-магазине Best Buy продаётся полный ассортимент продукции Apple — чего Apple не позволяет более ни одному интернет-магазину в США.
Best Buy имеет ряд собственных брендов электроники и торговых марок, включая Best Buy, Best Buy Ads, Best Buy Business, Best Buy Health, CST, Current Health, Geek Squad, Lively, Magnolia, Pacific Kitchen and Home, TechLiquidators и Yardbird.